# バルボフィラム・ウェンドランディアナム
バルボフィラム・ウェンドランディアナム（Bulbophyllum wendlandianum）は、ラン科の着生植物で、洋ランとして栽培される。細長く伸びた側萼片と花弁周辺の付属物が特徴。シルフォペタラム・ウェンドランディアナム Cirrhopetalum wendlandianum の名も使われる。

## 特徴
バルブ（偽級茎）の間は短い匍匐茎でつながる。バルブの大きさは2-3 cm、卵形でその表面は当初は葉鞘に包まれるが、後に露出する。先端に一枚つく葉は長さ10 cmくらいになり、黄緑色で楕円形、先端は丸まり、基部は少しだけ葉柄のように細くなっている。
花は新芽が出るときに同時に出る。花茎はバルブの基部から出て、葉鞘をくぐり抜けるようにしてその先から伸び出し、葉よりも上に抽出し、その先端に1-3輪の花を輪生状につける。花は細長くて長さ10 cmほどになる。その大部分は側萼片で、それぞれに円筒形になったものが唇弁の下で左右が融合し、平行して伸び、先端では二つに分かれ、最後は糸状になって終わる。
唇弁はごく小さい。側花弁は小さいが三角で左右に張り出し、背萼片も三角で上向きに尖る。また背萼片と側花弁の縁には扁平な毛のように突き出したフリル状の装飾物が並び、特にそれらの化被片の先端部には房のように集まる。これらの装飾物と唇弁、それに側萼片は基部に関節があってわずかな風にも震動する。
色は地がくすんだ黄色で、側花弁にはその上に紫紅色の乱れた縦縞が入り、背萼片、側花弁もやはり黄色に紫紅色の縞、周囲の装飾も紫紅色。

## 分布と生育環境
タイからミャンマーにかけての山地帯に分布する。雲霧林の日当たりのよい樹上に着生して生育する。

## 利用
洋ランとして栽培される。